# Blumenau Airport
Blumenau Airport är en flygplats i Brasilien.   Den ligger i kommunen Blumenau och delstaten Santa Catarina, i den södra delen av landet, 1 200 km söder om huvudstaden Brasília. Blumenau Airport ligger 19 meter över havet.
Terrängen runt Blumenau Airport är kuperad åt nordost, men åt sydväst är den platt.Runt Blumenau Airport är det tätbefolkat, med 659 invånare per kvadratkilometer.. Närmaste större samhälle är Blumenau, 10,1 km söder om Blumenau Airport.
I omgivningarna runt Blumenau Airport växer i huvudsak städsegrön lövskog.